# Münchens Olympiastadion

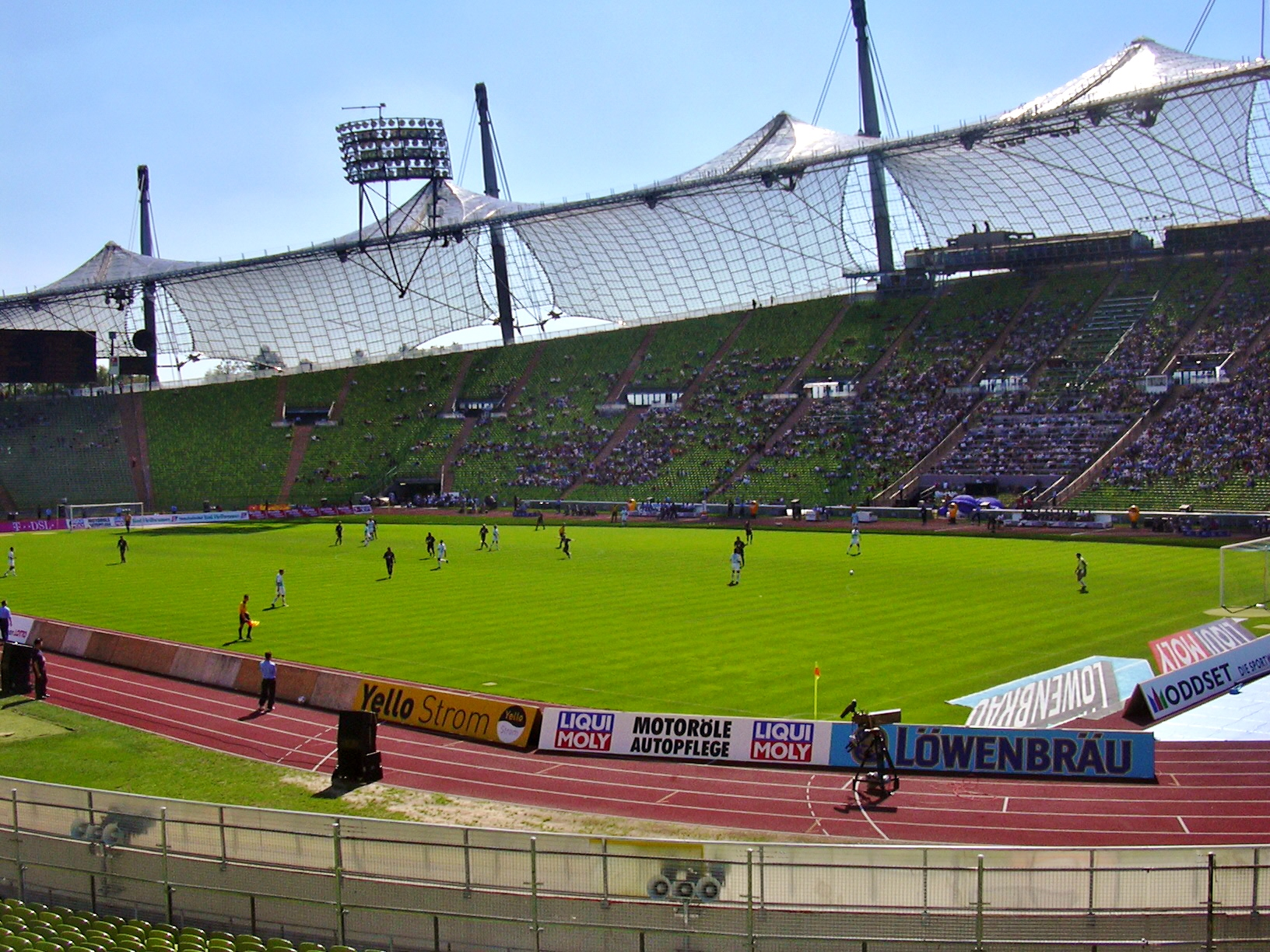
TV 1860 München spelar match på Münchens Olympiastadion år 2003.

Münchens Olympiastadion (tyska: Olympiastadion München) är en idrottsarena i München (Münchens olympiapark) i Tyskland. Den byggdes inför OS 1972 och kan användas för fotboll, friidrott och konserter.

## Historia
Münchens Olympiastadion byggdes inför Olympiska sommarspelen 1972 som en del av den stora Olympiaparken i centrala München. Hela området och Olympiastadion kännetecknas av en futuristisk och originell arkitektur med avancerade tälttakskonstruktioner av Makrolon (polykarbonat). Arkitekterna bakom detta var Günter Behnisch och Frei Otto. Otto hade erfarenheter av tältkonstruktioner sedan många år tillbaka och hade använt tekniken bland annat vid skapandet av Tysklands paviljong vid en världsutställning.
Olympiastadion invigdes 1972 när Västtyskland mötte Sovjetunionen i fotboll. 26 augusti 1972 ägde OS-invigningen rum på Olympiastadion. Olympiastadion har stått värd för en rad arrangemang genom åren, med topparna i finalerna i VM i fotboll 1974 och EM i fotboll 1988. 7 juni 1974 blev hemmanationen Västtyskland världsmästare i fotboll via finalseger mot Nederländerna. Nederländerna i sin tur vann knappt 14 år senare sitt första EM-guld i fotboll efter finalseger mot Sovjetunionen. 1979 spelade Malmö FF Europacupfinalen mot Nottingham Forest på Olympiastadion.
Området Olympiagelände har kommit att bli ett omtyckt fritidsområde för Münchenborna. Olympiastadion bildar ett komplex av olika fritidsanläggningar med bland annat simhall och inomhushall samt Olympiatornet.
Till vardags användes arenan av fotbollsklubbarna FC Bayern München och 1860 München 1972-2005. Klubbarna valde att bygga en ny arena, Allianz Arena, och lämnade under 2005 Münchens Olympiastadion. Det handlade för klubbarnas del om att få en ny modern arena som uppfyllde krav på bland annat komfort (heltäckande tak) och försäljning (kiosker) vilket inte den byggnadsminnesmärkta Olympiastadion kunde klara. Under en period fördes dock samtal mellan klubbarna och Münchens stad om att vidareutveckla Olympiastadion och bland annat bygga tak över den taklösa delen av arenan. 
I augusti 2002 arrangerades Europamästerskapen i friidrott på Olympiastadion.